# Гайдош
Гайдош (укр. Гайдош) — село в Среднянской поселковой общине Ужгородского района Закарпатской области Украины.
Население по переписи 2001 года составляло 454 человека. Почтовый индекс — 89450. Телефонный код — . Занимает площадь 0,08 км².